# Julius Euting

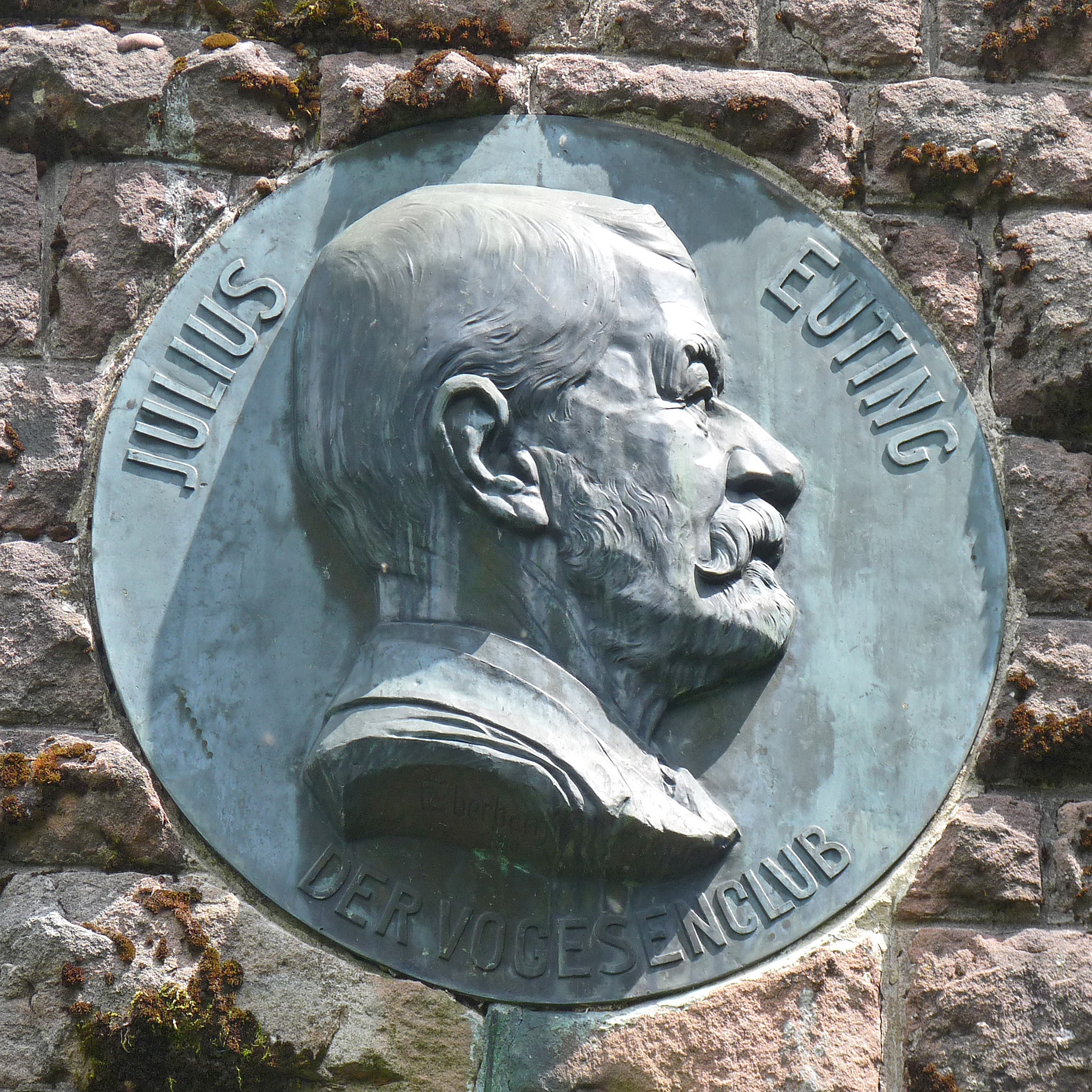
Medaglione sulla torre Julius (Climont)

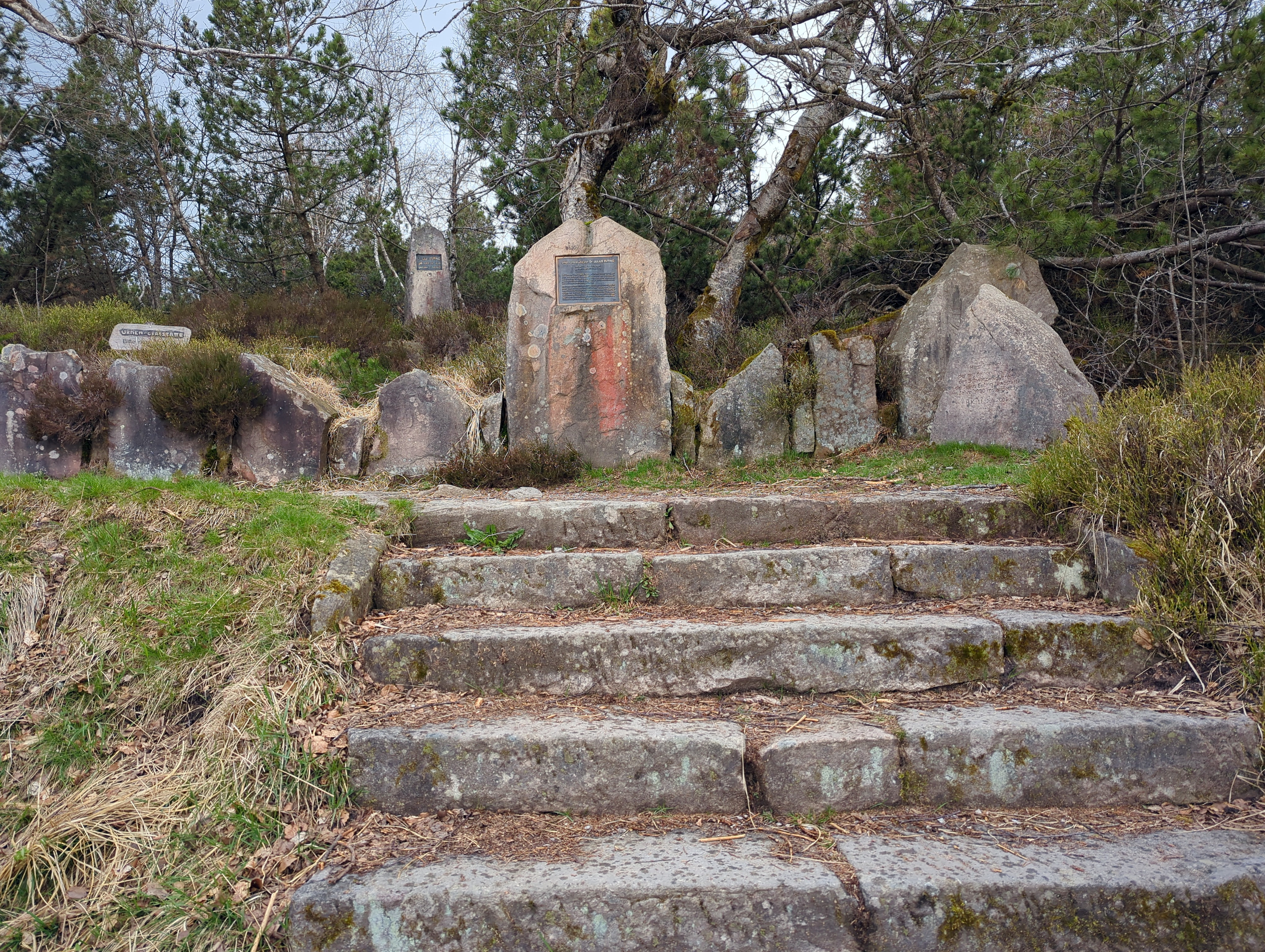
Tomba dell'urna di Julius Euting sul Seekopf nella Foresta Nera

Julius Euting (Stoccarda, 11 luglio 1839 – Strasburgo, 2 gennaio 1913) è stato un orientalista e arabista tedesco.

## Biografia
Direttore della Biblioteca nazionale e universitaria di Strasburgo, compì i suoi primi studi nel Liceo Eberhard-Ludwigs di Stoccarda e al seminario locale. Julius Euting studiò poi Teologia e Lingue orientali a Tubinga dal 1857 al 1861.

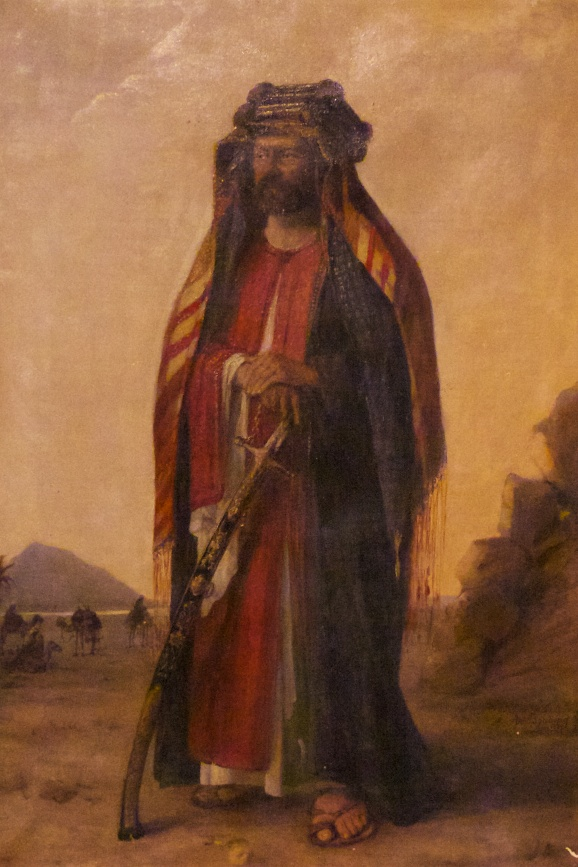
Euting in abito beduino (olio, 1886).

A partire dal 1867, effettuò numerosi viaggi in Vicino e Medio Oriente, in special modo in Siria e in Arabia. Lavorò sul Corano e pubblicò numerosi cataloghi bibliografici. Dette anche alle stampe un'opera turistica su Strasburgo nel 1903.
Dal 1876 al 1912 fu Presidente del Vogesenclub (in francese Club Vosgien), di cui redasse una storia. Questa associazione gli rese omaggio, dedicando al suo nome la Torre che domina il Climont.

## Opere
- (DE)  Beschreibung der Stadt Strassburg und des Munsters, Strasbourg, 1881.[3]
- (DE)  Tagebuch einer Reise in Inner-Arabien, reprint der Ausgaben Leiden 1896 und 1914, herausgegeben von Enno Littmann, Leiden, 1914 [Reprints u.a. Hildesheim, 2004, ISBN 3-487-12616-8.
- Katalog der Kaiserlichen Universitäts- und Landesbibliothek in Strassburg: Arabische Literatur. Strassburg 1877 (online).
- Nabatäische Inschriften aus Arabien, Berlin, 1885 (online).
- Sinaïtische Inschriften, Berlin, 1891 (online).